# Price-specie flow mechanism
Il filosofo scozzese David Hume (1711 - 1776) descrisse per primo il meccanismo "price–specie flow" in una raccolta di scritti intitolata On the balance of trade, in cui criticava la teoria mercantilista per cui una nazione dovrebbe perseguire un avanzo nella bilancia commerciale in modo da importare moneta aurea. Hume sostiene che al contrario l'afflusso di oro comporti un aumento dei prezzi e quindi un aumento delle importazioni e la diminuzione delle esportazioni. In un sistema di scambi basato sul sistema aureo gli squilibri della bilancia commerciale si correggono automaticamente.
Hume spiegò che quando un paese inserito in un sistema di gold standard consegue un surplus della bilancia commerciale, ottiene anche un corrispondente influsso di moneta aurea. Al contrario, quando un paese si trova in una situazione di squilibrio commerciale in cui le importazioni eccedono le esportazioni, l'oro fuoriesce dal paese in modo da compensare la differenza.
Di conseguenza, in assenza di un intervento di "sterilizzazione" da parte della Banca centrale che riequilibri la quantità di moneta in circolazione, l'oro si trasferirebbe dal paese con la bilancia commerciale in negativo verso quello in surplus. Basandosi sulla teoria quantitativa della moneta, Hume spiega che all'aumento di moneta in un paese corrisponde però un aumento dell'inflazione, della domanda, anche di beni importati, divenuti più convenienti, ed una perdita di competitività delle esportazioni. Al contrario, i paesi in cui la quantità di moneta diminuisce a causa dell'eccesso di importazioni subiscono una deflazione, cioè una riduzione dei prezzi, una diminuzione della produzione, un aumento della disoccupazione e quindi una riduzione dei salari. A questo punto le merci divengono più competitive, riportando i due paesi in equilibrio.